# Хамилтън Смит
Хамилтън Отанел Смит (на английски: Hamilton O. Smith) е американски микробиолог и нобелов лауреат.

## Биография
Хамилтън Смит е роден на 23 август 1931 г. и завършва Университетската лабораторна гимназия в Урбана, Илинойс. Той посещава Университета на Илинойс в Ърбана-Шампейн, но през 1950 г. се прехвърля в Калифорнийския университет – Бъркли, където през 1952 г. получава бакалавърска степен по математика. Получава медицинската си степен от Училището по медицина „Джон Хопкинс“ през 1956 г. Между 1956 и 1957 г. Смит работи за медицинската служба на Университета Вашингтон в Сейнт Луис. През 1975 г. той получава стипендия Гугенхайм за престой в университета в Цюрих .
През 1970 г. Смит и Кент У. Уилкокс откриват първия рестрикционен ензим, който сега се нарича HindII. Впоследствие Смит открива ДНК метилази, които съставляват другата половина от системите за ограничаване и модифициране на бактериалния гостоприемник, както се предполага от Werner Arber от Швейцария.
През 1978 г., съвместно с Вернер Арбер и Даниел Натанс, Смит получава Нобелова награда за физиология или медицина за откриването на рестрикционни ензими тип II.
Смит се превръща във водеща фигура в зараждащата се област на геномиката, след като през 1995 г. той и екип от Института за геномни изследвания секвенират първия бактериален геном, този на Haemophilus influenzae. H. influenza е същият организъм, в който Смит е открил рестрикционни ензими в края на 60-те години. Впоследствие той играе ключова роля в секвенирането на много от ранните геноми в Института за геномни изследвания и в сглобяването на човешкия геном в Celera Genomics, към които се присъединява при основаването им през 1998 г.
Сред последните постижения на Смит е оглавяването на екип в Института Дж. Крейг Вентер, който работи за създаването на частично синтетична бактерия, Mycoplasma laboratorium. През 2003 г. същата група синтезира синтетично генома на вирус, бактериофаг Phi X 174. Понастоящем Смит е научен директор на частната компания Синтетик Дженомикс, основана през 2005 г. от Крейг Вентър, за да продължи работата му. В момента Синтетик Дженомикс работи за производство на биогорива в промишлен мащаб, използвайки рекомбинантни водорасли и други микроорганизми.

## Допълнителна информация
- Лагерквист, У. To split a gene //  „Läkartidningen“ 75 (43).   октомври 1978 г. с. 3892 – 4.